# یواس‌اس سپرماهیانتوربوت (اس‌اس-۴۲۷)
یواس‌اس سپرماهیانتوربوت (اس‌اس-۴۲۷) (به انگلیسی: USS Turbot (SS-427)) یک زیردریایی بود که طول آن ۳۱۱ فوت ۹ اینچ (۹۵٫۰۲ متر) بود. این زیردریایی در سال ۱۹۴۶ ساخته شد.